# Scillium
Scillium je ime antičnega mesta v severni Afriki. Pravo ime mesta je bilo verjetno Scilli oz. Scili. 
Leta 180 so v Scilliumu ubili 12 kristjanov. To je bil prvi zapis o krščanstvu v tem delu sveta.